# Ширлі Найт
Ши́рлі Ено́ла Найт  (англ. Shirley Enola Knight; 5 липня 1936 — 22 квітня 2020) — американська акторка театру, кіно та телебачення, номінантка на премію Американської кіноакадемії в 1960 і 1962 році.

## Життєпис
Народилася в Канзасі 5 липня 1936 року в сім'ї Вірджинії (до шлюбу Вебстер) і Ноела Джонсона Найта, працівника компанії-виробника масла для автомобілів.
Вперше на кіноекранах Ширлі з'явилася в епізодичній ролі у 1955 році, а через три роки отримала першу помітну роль в телесеріалі «Оленяча шкіра». Через рік Найт була номінована на премію «Оскар» як найкраща акторка другого плану за роль у фільмі «Темрява нагорі сходів», і ще раз в 1962 році за фільм «Солодкоголосий птах юності». У подальші роки у неї були ролі в картинах «Голландець» (1967), «Люди дощу» (1969), «Джаггернаут» (1974) і «Полонені „Посейдона“» (1979). Її театральні ролі включають участь в постановках «Повернення», «Маленький Шеба», «Ми завжди живемо в замку» і «Монологи вагіни».
У 1960-х роках вона майже зовсім залишила знімання в Голлівуді, присвятивши себе Бродвею. 1976 року Ширлі Найт була удостоєна премії «Тоні» за постановку «Діти Кеннеді». Наприкінці 1990-х знову стала активно зніматися в кіно і на телебаченні. 1996 року акторка з'явилася в невеликій ролі у фільмі «Якби стіни могли говорити». 1997 року вона зіграла матір Гелен Гант у фільмі «Краще не буває», а далі грала в серіалах «Вона написала вбивство», «Закон і порядок», «Поліція Нью-Йорка», «Тридцять-з-чимось» і «Відчайдушні домогосподарки», де зіграла Філліс Ван Де Камп (свекруху Брі).
Від першого чоловіка, Джина Перссона (1959—1969), має дочку Кейтлін Гопкінс, також акторку. Другим чоловіком був сценарист Джон Хопкінс (1969—1998), від якого народила дочку Софі.
Ширлі Найт померла 22 квітня 2020 року у 83 роки в будинку своєї дочки Кейтлін у Сан-Маркос, Техас.

## Фільмографія
| Рік       |    | Українська назва                    | Оригінальна назва                  | Роль               |
| --------- | -- | ----------------------------------- | ---------------------------------- | ------------------ |
| 1960      | ф  | Темрява нагорі сходів               | The Dark at the Top of the Stairs  | Ріні Флад          |
| 1962      | ф  | Кушетка                             | The Couch                          | Террі Еймс         |
| 1962      | ф  | Солодкоголосий птах юності          | Sweet Bird of Youth                | Хівенлі Фінлі      |
| 1966      | ф  | Група                               | Group                              | Поллі              |
| 1967      | ф  | Голландець                          | Dutchman                           | Лула               |
| 1969      | ф  | Люди дощу                           | The Rain People                    | Наталі Равенна     |
| 1974      | ф  | Джаггернаут                         | Juggernaut                         | Барбара Баністер   |
| 1979      | ф  | Полонені «Посейдона»                | Beyond the Poseidon Adventure      | Ханна Мередіт      |
| 1980      | тф | Гра на час                          | Playing for Time                   | Марія Мандель      |
| 1981      | ф  | Бескінечна любов                    | Endless Love                       | Енн Баттерфілд     |
| 1987—1990 | с  | Тринадцять-з-чимось                 | Thirtysomething                    | Рут Мердок         |
| 1989      | с  | Вона написала вбивство              | Murder, She Wrote                  | Грейс Фентон       |
| 1990      | с  | Вона написала вбивство              | Murder, She Wrote                  | Грейс Ламберт      |
| 1991      | с  | Закон і порядок                     | Law & Order                        | Мелані Каллен      |
| 1994      | ф  | Колір ночі                          | Colour of Night                    | Едіт Ніделмайєр    |
| 1995      | ф  | Стюарт рятує свою сім'ю             | Stuart Saves His Family            | місіс Смайлі       |
| 1995      | с  | Поліція Нью-Йорка                   | NYPD Blue                          | Агнес Кентвелл     |
| 1995      | тф | Вердикт: Суд над МакМартінами       | Indictment: The McMartin Trial     | Пеггі Бакі         |
| 1996      | тф | Мері і Тім                          | Mary & Tim                         | Естер Мелвілл      |
| 1996      | ф  | Дияволиці                           | Diabolique                         | Еді Данцигер       |
| 1996      | тф | Якби стіни могли говорити           | If These Walls Could Talk          | Мері Доннеллі      |
| 1996      | ф  | На грані                            | Somebody is. Waiting               | Ірма Гілл          |
| 1997      | ф  | Сумний хлопчик                      | Little Boy Blue                    | Доріс              |
| 1997      | ф  | Краще не буває                      | As Good as it Gets                 | Беверлі Коннеллі   |
| 2001      | ф  | Дім на пагорбі                      | A House on a Hill                  | Мерседес Мейфілд   |
| 2001      | тф | Небо над моєю Луїзіаною             | My Louisiana Sky                   | Джуел Ремзі        |
| 2001      | ф  | Очі янгола                          | Angel Eyes                         | Еланора Девіс      |
| 2001      | с  | Закон і порядок                     | Law & Order                        | доктор Вортон      |
| 2002      | ф  | Море Солтона                        | The Solton Sea                     | Ненсі Пламмер      |
| 2002      | ф  | P.S. Ваш кіт мертвий!               | P.S. Your Cat Dead!                | тітка Клер         |
| 2002      | ф  | Божественні таємниці сестричок Я-я  | Divine Secrets of Ya-ya Sisterhood | Нісі               |
| 2002      | с  | Швидка допомога                     | ER                                 | місіс Берк         |
| 2002      | с  | Еллі Макбіл                         | Ally McBeal                        | Гелен Нппл         |
| 2003      | с  | Закон і порядок: Спеціальний корпус | Law & Order: Special Victims Unit  | Роуз Гренвілл      |
| 2004      | ф  | Життя як секс                       | Sexual Life                        | Джоанн             |
| 2004      | тф | Кішка-привид                        | Mrs. Ashboro's Cat                 | місіс Ешборо       |
| 2004      | с  | Розслідування Джордан               | Crossing Jordan                    | Френсіс Літтлтон   |
| 2005      | с  | Доктор Хаус                         | Housr M. D.                        | Джорджія Адамс     |
| 2005—2007 | с  | Відчайдушні домогосподарки          | Desperate Housewives               | Філліс Ван Де Камп |
| 2006      | ф  | Хлопчик на трьох                    | Grandma's Boy                      | Беа                |
| 2006      | ф  | Відчинене вікно                     | Open Window                        | Енн Моноган        |
| 2009      | ф  | Приватне життя Піппи Лі             | The Private Lives of Pippa Lee     | Дот                |
| 2009      | с  | До смерті красива                   | Drop Dead Diva                     | Міллі Карлсон      |
| 2010      | с  | Кралі в Клівленді                   | Hot in Cleveland                   | Лоретта            |
| 2011      | ф  | Ліфт                                | Elevator                           | Дженні Реддінг     |
| 2011      | ф  | Мій придуркуватий брат              | Our Idiot Brother                  | Ейлін Рохлін       |
| 2014      | ф  | Таємниця Мерсі                      | Mercy                              | Мерсі              |

## Нагороди
- Венеціанський кінофестиваль 1967 — «Кубок Вольпі за найкращу жіночу роль» («Голландець»)
- «Тоні» 1976 — Найкраща актриса в п'єсі («Діти Кеннеді»)
- «Еммі»

1988 — Найкраща запрошена зірка в драматичному телесеріалі («Тридцять-з-чимось»)
1995 — «Найкраща запрошена акторка в драматичному телесеріалі» («Поліція Нью-Йорка»)
1995 — «Найкраща запрошена акторка в міні-серіалі» («Вердикт: Суд над МакМартінами»)
- «Золотий глобус» 1995 — «Найкраща акторка другого плану в серіалі, мінісеріалі або телефільмі» («Вердикт: Суд над МакМартінами»)